# Humanz
Humanz és el cinquè àlbum d'estudi de la formació virtual britànica Gorillaz. Fou publicat el 28 d'abril de 2017 per Parlophone i Warner Bros.. Era el primer treball de la formació des de 2010 quan van publicar The Fall, i en aquesta ocasió van comptar amb la col·laboració d'artistes com Vince Staples, Popcaan, D.R.A.M., Grace Jones, Anthony Hamilton, De La Soul, Danny Brown, Kelela, Mavis Staples, Pusha T i Benjamin Clementine.

## Producció
Després de la publicació de The Fall al 2010, van començar a circular rumors que els dos fundadors de la formació, Damon Albarn i Jamie Hewlett tenien molt mala relació i que havien decidit separar-se. Persones relacionades amb la formació van negar aquests rumors de ruptura però deixant entreveure que la relació entre els dos artistes no era l'adequada. Al febrer de 2012, Gorillaz va llançar el senzill «DoYaThing», amb la col·laboració de James Murphy i André 3000, per la marca comercial Converse. Albarn va explicar en una entrevista que estaven passant per una mala època, ja que Hewlett estava insatisfet perquè les seves animacions havien perdut pes en la formació i les interpretacions. Hewlett va comentar posteriorment que Gorillaz era una producció complicada i força cara, i que era millor deixar reposar la formació durant un temps malgrat que era optimista pel seu futur.
En una nova mostra de la seva capacitat de ser prolífic, Albarn va publicar un àlbum en solitari, Everyday Robots, el 25 d'abril de 2014, i un any després, el 27 d'abril de 2015 va treure un nou treball amb la seva formació original, Blur. Menstrestant, Hewlett va publicar nous dibuixos relacionats amb Gorillaz en el seu compte d'Instagram, i va aprofitar per assenyalar que Gorillaz tornaria aviat. Albarn va confirmar el mateix durant la gira de promoció de The Magic Whip de Blur. La primera cançó del nou àlbum va aparèixer el 19 de gener de 2017 amb «Hallelujah Money» i la col·laboració de Benjamin Clementine. Malgrat tractar-se d'un senzill promocional no comercial, van acompanyar la publicació d'un videoclip.
Albarn va explicar que Humanz que va intentar crear alguna cosa no expressament polític però si una resposta emocional a la política. Va plantejar als seus col·laboradors que imaginessin un futur en el qual Donald Trump guanyés les eleccions presidencials dels Estats Units de 2016 molts mesos abans que se celebressin les eleccions i quan la seva victòria es considerava una opció molt remota. Aquest exercici de "fantasia fosca" es va fer realitat quan Trump va ser nomenat President dels Estats Units. Llavors va eliminar totes les referències a Trump perquè no volia donar més fama a l'home més famós del món perquè no ho necessitava. Tanmateix, una cançó extra s'anomena «The Apprentice» en referència al programa de telerealitat del mateix nom que va realitzar (2004-2015).
Per a la composició va comptar amb diversitat de col·laboradors com Pusha T, Liam Bailey, Vic Mensa, D.R.A.M., Rag'n'Bone Man, Christine and the Queens, Erykah Badu, Grace Jones, Jehnny Beth de Savages i Noel Gallagher. Tanmateix, algunes d'aquestes contribucions van ser finalment descartades per no ser suficientment reeixides.
Els quatre primers senzills del nou àlbum es van estrenar el mateix dia, concretament el 23 de març de 2017, en diverses emissores de ràdio. Paral·lelament també es van penjar per poder ser descarregades digitalment. Pel senzill «Saturnz Barz» també van llançar un videoclip on van sortir novament els personatges de Gorillaz. Amb la col·laboració d'Electronic Beats van crear una aplicació de realitat augmentada i estrenada el 10 d'abril de 2017, mitjançant la qual, els usuaris podien interactuar amb els personatges i escoltar les llistes de cançons fetes pels membres. Pocs dies després, Gorillaz va anunciar que l'aplicació presentaria "Humanz House Party", un esdeveniment que permetia escoltar les noves cançons una setmana abans de la seva publicació. En la mateixa setmana van anunciar la nova gira internacional Humanz Tour per Amèrica del Nord, Europa i Àsia.

## Llista de cançons
| Núm.          | Títol                                                 | Composició                                            | Durada |
| ------------- | ----------------------------------------------------- | ----------------------------------------------------- | ------ |
| 1.            | «Intro: I Switched My Robot Off»                      | Damon Albarn                                          | 0:23   |
| 2.            | «Ascension» (amb Vince Staples)                       | Albarn, Vincent Staples                               | 2:36   |
| 3.            | «Strobelite» (amb Peven Everett)                      | Albarn, Peven Everett                                 | 4:32   |
| 4.            | «Saturnz Barz» (amb Popcaan)                          | Albarn, Andrae Sutherland                             | 3:01   |
| 5.            | «Momentz» (amb De La Soul)                            | Albarn, David Jolicoeur, Vincent Mason, Kelvin Mercer | 3:16   |
| 6.            | «Interlude: The Non-Conformist Oath»                  | Albarn, Steve Martin                                  | 0:21   |
| 7.            | «Submission» (amb Danny Brown i Kelela)               | Albarn, Kelela Mizanekristos, Daniel Sewell           | 3:21   |
| 8.            | «Charger» (amb Grace Jones)                           | Albarn, Grace Jones                                   | 3:33   |
| 9.            | «Interlude: Elevator Going Up»                        | Albarn                                                | 0:04   |
| 10.           | «Andromeda» (amb D.R.A.M.)                            | Albarn, Shelley Massenburg-Smith                      | 3:17   |
| 11.           | «Busted and Blue»                                     | Albarn                                                | 4:37   |
| 12.           | «Interlude: Talk Radio»                               | Albarn                                                | 0:19   |
| 13.           | «Carnival» (amb Anthony Hamilton)                     | Albarn, Anthony Hamilton                              | 2:15   |
| 14.           | «Let Me Out» (amb Mavis Staples i Pusha T)            | Albarn, Mavis Staples, Terrence Thornton              | 2:55   |
| 15.           | «Interlude: Penthouse»                                | Albarn                                                | 0:11   |
| 16.           | «Sex Murder Party» (amb Jamie Principle i Zebra Katz) | Albarn, Ojay Morgan, Jamie Principle                  | 4:19   |
| 17.           | «She's My Collar» (amb Kali Uchis)                    | Albarn, Karly Loaiza                                  | 3:29   |
| 18.           | «Interlude: The Elephant»                             | Albarn                                                | 0:11   |
| 19.           | «Hallelujah Money» (amb Benjamin Clementine)          | Albarn, Benjamin Sainte-Clémentine                    | 4:23   |
| 20.           | «We Got the Power» (amb Jehnny Beth)                  | Albarn, Jehnny Beth                                   | 2:17   |
| Durada total: | Durada total:                                         | Durada total:                                         | 49:19  |

| 21.           | «Interlude: New World»                                      | Albarn                                         | 1:23  |
| 22.           | «The Apprentice» (amb Rag'n'Bone Man, Zebra Katz i Ray BLK) | Albarn, Rita Ekwere, Rory Graham, Morgan       | 3:55  |
| 23.           | «Halfway to the Halfway House» (amb Peven Everett)          | Albarn, Everett                                | 3:57  |
| 24.           | «Out of Body» (amb Kilo Kish, Zebra Katz i Imani Vonshà)    | Albarn, Latisha Robinson, Morgan, Imani Vonshà | 3:44  |
| 25.           | «Ticker Tape» (amb Carly Simon i Kali Uchis)                | Albarn, Carly Simon, Loaiza                    | 4:28  |
| 26.           | «Circle of Friendz» (amb Brandon Markell Holmes)            | Albarn, Brandon Markell Holmes                 | 2:09  |
| Durada total: | Durada total:                                               | Durada total:                                  | 68:55 |

| 1.            | «Interlude: New World»                                      | Albarn                                         | 1:23  |
| 2.            | «The Apprentice» (amb Rag'n'Bone Man, Zebra Katz i Ray BLK) | Albarn, Rita Ekwere, Rory Graham, Morgan       | 3:55  |
| 3.            | «Halfway to the Halfway House» (amb Peven Everett)          | Albarn, Everett                                | 3:57  |
| 4.            | «Out of Body» (amb Kilo Kish, Zebra Katz i Imani Vonshà)    | Albarn, Latisha Robinson, Morgan, Imani Vonshà | 3:44  |
| 5.            | «Ticker Tape» (amb Carly Simon i Kali Uchis)                | Albarn, Carly Simon, Loaiza                    | 4:28  |
| 6.            | «Circle of Friendz» (amb Brandon Markell Holmes)            | Albarn, Brandon Markell Holmes                 | 2:09  |
| 7.            | «Andromeda» (D.R.A.M. Special) (amb D.R.A.M.)               | Albarn, Massenburg-Smith                       | 3:59  |
| 8.            | «Busted and Blue» (Faia Younan Special) (amb Faia Younan)   | Albarn, Faia Younan                            | 3:41  |
| Durada total: | Durada total:                                               | Durada total:                                  | 76:49 |

| 1.  | «Intro: I Switched My Robot Off / Ascension» (amb Vince Staples)             | Albarn, V. Staples                    |  |
| 2.  | «Long Beach»                                                                 | Albarn                                |  |
| 3.  | «Strobelite» (amb Peven Everett)                                             | Albarn, Everett                       |  |
| 4.  | «Colombians»                                                                 | Albarn                                |  |
| 5.  | «Saturnz Barz» (amb Popcaan)                                                 | Albarn, Sutherland                    |  |
| 6.  | «Duetz»                                                                      | Albarn                                |  |
| 7.  | «Momentz» (amb De La Soul)                                                   | Albarn, Jolicoeur, Mason, Mercer      |  |
| 8.  | «Midnite Float» (amb Azekel)                                                 | Albarn, Azekel Adesuyi                |  |
| 9.  | «Interlude: The Non-Conformist Oath / Submission» (amb Danny Brown i Kelela) | Albarn, Martin, Mizanekristos, Sewell |  |
| 10. | «Grilling with His Face»                                                     | Albarn                                |  |
| 11. | «Charger» (amb Grace Jones)                                                  | Albarn, Jones                         |  |
| 12. | «Charger» (alternate version) (amb Pauline Black)                            | Albarn, Belinda Magnus                |  |
| 13. | «Interlude: Elevator Going Up / Andromeda» (amb D.R.A.M.)                    | Albarn, Massenburg-Smith              |  |
| 14. | «Andromeda» (D.R.A.M. Special) (amb D.R.A.M.)                                | Albarn, Massenburg-Smith              |  |
| 15. | «Busted and Blue»                                                            | Albarn                                |  |
| 16. | «Busted and Blue» (Faia Younan Special) (amb Faia Younan)                    | Albarn, Faia Younan                   |  |
| 17. | «Interlude: Talk Radio / Carnival» (amb Anthony Hamilton)                    | Albarn, Hamilton                      |  |
| 18. | «Carnival» (2D Special) (amb Anthony Hamilton)                               | Albarn, Hamilton                      |  |
| 19. | «Let Me Out» (amb Pusha T i Mavis Staples)                                   | Albarn, M. Staples, Thornton          |  |
| 20. | «Five Whales in a Dream»                                                     | Albarn                                |  |
| 21. | «Interlude: Penthouse / Sex Murder Party» (amb Jamie Principle i Zebra Katz) | Albarn, Morgan, Khan, Principle       |  |
| 22. | «Garage Place» (amb Little Simz)                                             | Albarn, Simbi Ajikawo                 |  |
| 23. | «She's My Collar» (amb Kali Uchis)                                           | Albarn, Loaiza                        |  |
| 24. | «She's My Collar» (Kali Uchis Special) (amb Kali Uchis)                      | Albarn, Loaiza                        |  |
| 25. | «Interlude: The Elephant / Hallelujah Money» (amb Benjamin Clementine)       | Albarn, Sainte-Clémentine             |  |
| 26. | «Phoenix on the Hill» (amb Sidiki Diabaté)                                   | Albarn, Mamadou Sidiki Diabaté        |  |
| 27. | «We Got the Power» (amb Jehnny Beth)                                         | Albarn, Beth                          |  |
| 28. | «Tranzformer»                                                                | Albarn                                |  |

Samples
- "Intro: I Switched My Robot Off" conté un sample del Transbordador espacial Discovery durant la seqüència de llançament.
- "Saturnz Barz" conté un sample de la veu en off de Interactive Planetarium de Scientific Toys Limited.
- "Interlude: The Non-Conformist Oath" conté un sample de "A Wild and Crazy Guy", escrita i interpretada per Steve Martin i pertanyent a l'àlbum A Wild and Crazy Guy.
- "Submission" conté un sample de "Your Love", escrita per Jose Gomez, Francis Nicholls, Jamie Principle i Mark Trollan, i interpretada per Jamie Principle i Adrienne Jett.

## Crèdits
- Damon Albarn – cantant, tots els instruments, productor (totes les cançons)
- The Twilite Tone of D/\P – productor (totes les cançons)
- Remi Kabaka – productor (totes les cançons)
- Jamie Hewlett – disseny artístic
- Fraser T Smith – assessor producció (totes les cançons), productor addicional (cançó 22)
- Stephen Sedgwick – mescles d'àudio, enginyer d'àudio (totes les cançons)
- John Davies – masterització (totes les cançons)
- Ben Mendelsohn – narració (cançons 1, 5, 6, 9, 12, 15, 18, 21)
- Vince Staples – cantant (cançó 2)
- The Humanza – veus addicionals (cançons 2, 3, 5, 7, 14, 19, 23, 26)
- Michael Law Thomas – enginyeria addicional (cançó 2)
- Samuel Egglenton – enginyeria addicional (cançó 8), ajudant (cançons 2–5, 7, 10, 11, 13, 14, 16, 17, 19, 20)
- KT Pipal – ajudant (cançons 2–5, 7, 17, 19)
- Casey Cuyao – ajudant (cançó 2)
- Peven Everett – cantant (cançons 3, 23), teclats addicionals (cançó 3)
- Popcaan – cantant (cançó 4)
- De La Soul – cantant (cançó 5)
- Azekel – veus addicionals (cançó 5)
- Jean-Michel Jarre – sintetitzadors (cançons 5, 20, 23)
- Morgan Garcia – enginyeria addicional (cançó 5)
- Danny Brown – cantant (cançó 7)
- Kelela – cantant (cançó 7), veus addicionals (cançó 11)
- Graham Coxon – guitarres (cançó 7)
- J.U.S. – enginyeria addicional (cançó 7)
- Grace Jones – cantant (cançó 8)
- D.R.A.M. – cantant (cançó 10), veus addicionals (cançó 20)
- Roses Gabor – veus addicionals (cançó 10)
- Anthony Hamilton – cantant (cançó 13)
- Mavis Staples – cantant (cançó 14)
- Pusha T – cantant (cançó 14)
- Paul Bailey – enginyeria addicional (cançó 14)
- Alex Baez – ajudant (cançó 14)
- Jonathan Lackey – ajudant (cançó 14)
- Jamie Principle – cantant (cançó 16)
- Zebra Katz – cantant (cançons 16, 22, 24)
- Kali Uchis – cantant (cançons 17, 25)
- Benjamin Clementine – cantant (cançó 19)
- Jehnny Beth – cantant (cançó 20)
- Noel Gallagher – veus addicionals (cançó 20)
- Rag'n'Bone Man – cantant (cançó 22)
- Ray BLK – cantant (cançó 22)
- Kilo Kish – cantant (cançó 24)
- Imani Vonshà – cantant (cançó 24)
- Carly Simon – cantant (cançó 25)
- Cheick Tidiane Seck – teclats addicionals (cançó 25)
- Junior Dan – baix addicional (cançó 25)
- Brandon Markell Holmes – cantant (cançó 26)

Notes
- Nota a:  "The Humanz" estan composts per Rasul A-Salaam, Starr Busby, Melanie J-B Charles, Drea D'Nur, Giovanni James, Marcus Anthony Johnson, Janelle Kroll, Brandon Markell Holmes i Imani Vonshà.

## Posicions en llista
| Llista (2017) | Posició |
| ------------- | ------- |
| Alemanya      | 3       |
| Austràlia     | 4       |
| Canadà        | 2       |
| Estats Units  | 2       |
| Espanya       | 4       |
| França        | 2       |
| Itàlia        | 3       |
| Nova Zelanda  | 3       |
| Portugal      | 3       |
| Regne Unit    | 2       |